# Arnold Dwarika
Arnold Dwarika (Santa Cruz, Trinidad y Tobago, 23 de agosto de 1973) es un exfutbolista de Trinidad y Tobago que jugaba en la posición de centrocampista.

## Carrera

### Club
| Periodo   | Club                |
| --------- | ------------------- |
| 1992-1993 | Defence Force FC    |
| 1994      | Trinity Pros        |
| 1994-1995 | Superstar Rangers   |
| 1995      | Joe Public FC       |
| 1995–1997 | East Fife FC        |
| 1997      | Al Ansar Beirut     |
| 1997–2002 | Joe Public FC       |
| 2002–2003 | W Connection        |
| 2003      | Qingdao Hailifeng   |
| 2004      | Guangzhou Rizhiquan |
| 2005      | W Connection        |
| 2005      | North East Stars FC |
| 2006–2008 | Joe Public FC       |
| 2009      | United Petrotrin    |
| 2010–2012 | North East Stars FC |

### Selección nacional
Debutó con Trinidad y Tobago el 30 de mayo de 1993 en la victoria por 3-2 sobre San Cristóbal y Nieves en Kingston por la Copa del Caribe de 1993, partido donde anotó su primer gol internacional. Su último partido internacional fue el 3 de diciembre de 2008 en la derrota por 1-2 ante Granada en Kingston por la Copa del Caribe de 2008. Jugó 74 partidos internacionales y anotó 28 goles.
Participó en tres ediciones de la Copa de Oro de la Concacaf, donde llegó a las semifinales en la edición de 2000.
| N.º | Fecha     | Sede                                                       | Rival                        | Resultado | Torneo                                                |
| --- | --------- | ---------------------------------------------------------- | ---------------------------- | --------- | ----------------------------------------------------- |
| 1   | 30-5-1993 | National Stadium, Kingston, Jamaica                        | San Cristóbal y Nieves       | 3-2       | Copa del Caribe de 1993                               |
| 2   | 14-4-1994 | Queen's Park Oval, Port of Spain, Trinidad y Tobago        | Surinam                      | 3-2       | Copa del Caribe de 1994                               |
| 3   | 21-7-1995 | Montego Bay, Jamaica                                       | Santa Lucía                  | 5-0       | Copa del Caribe de 1995                               |
| 4   | 21-7-1995 | Montego Bay, Jamaica                                       | Santa Lucía                  | 5-0       | Copa del Caribe de 1995                               |
| 5   | 28-7-1995 | Gran Caimán, Islas Caimán                                  | Islas Caimán                 | 9-2       | Copa del Caribe de 1995                               |
| 6   | 28-7-1995 | Gran Caimán, Islas Caimán                                  | Islas Caimán                 | 9-2       | Copa del Caribe de 1995                               |
| 7   | 30-7-1995 | Gran Caimán, Islas Caimán                                  | San Vicente y las Granadinas | 5-0       | Copa del Caribe de 1995                               |
| 8   | 13-1-1996 | Anaheim Stadium, Anaheim, Estados Unidos                   | Estados Unidos               | 2-3       | Copa de Oro de la Concacaf 1996                       |
| 9   | 13-1-1996 | Anaheim Stadium, Anaheim, Estados Unidos                   | Estados Unidos               | 2-3       | Copa de Oro de la Concacaf 1996                       |
| 10  | 28-5-1996 | Hasely Crawford Stadium, Port of Spain, Trinidad y Tobago  | San Cristóbal y Nieves       | 5-1       | Copa del Caribe de 1996                               |
| 11  | 7-6-1996  | Port of Spain, Trinidad y Tobago                           | Cuba                         | 2-0       | Copa del Caribe de 1996                               |
| 12  | 5-6-1999  | Hasely Crawford Stadium, Port of Spain, Trinidad y Tobago  | Granada                      | 7-0       | Copa del Caribe de 1999                               |
| 13  | 11-6-1999 | Hasely Crawford Stadium, Port of Spain, Trinidad y Tobago  | Haití                        | 6-1       | Copa del Caribe de 1999                               |
| 14  | 8-9-1999  | Miami Orange Bowl, Miami, Estados Unidos                   | Colombia                     | 4-3       | Amistoso                                              |
| 15  | 15-2-2000 | Los Angeles Memorial Coliseum, Los Angeles, Estados Unidos | Guatemala                    | 4-2       | Copa de Oro de la Concacaf 2000                       |
| 16  | 20-2-2000 | Qualcomm Stadium, San Diego, Estados Unidos                | Costa Rica                   | 2-1       | Copa de Oro de la Concacaf 2000                       |
| 17  | 4-3-2000  | Hasely Crawford Stadium, Port of Spain, Trinidad y Tobago  | Antillas Neerlandesas        | 5-0       | Clasificación para la Copa Mundial de Fútbol de 2002  |
| 18  | 4-3-2000  | Hasely Crawford Stadium, Port of Spain, Trinidad y Tobago  | Antillas Neerlandesas        | 5-0       | Clasificación para la Copa Mundial de Fútbol de 2002  |
| 19  | 2-4-2000  | Hasely Crawford Stadium, Port of Spain, Trinidad y Tobago  | República Dominicana         | 3-0       | Clasificación para la Copa Mundial de Fútbol de 2002  |
| 20  | 2-4-2000  | Hasely Crawford Stadium, Port of Spain, Trinidad y Tobago  | República Dominicana         | 3-0       | Clasificación para la Copa Mundial de Fútbol de 2002  |
| 21  | 7-5-2000  | Hasely Crawford Stadium, Port of Spain, Trinidad y Tobago  | Haití                        | 3-1       | Clasificación para la Copa Mundial de Fútbol de 2002  |
| 22  | 4-7-2000  | Hasely Crawford Stadium, Port of Spain, Trinidad y Tobago  | Cuba                         | 4-1       | Amistoso                                              |
| 23  | 10-5-2001 | Hasely Crawford Stadium, Port of Spain, Trinidad y Tobago  | Granada                      | 5-3       | Amistoso                                              |
| 24  | 15-5-2001 | Larry Gomes Stadium, Malabar, Trinidad y Tobago            | Barbados                     | 5-0       | Copa del Caribe de 2001                               |
| 25  | 22-5-2001 | Hasely Crawford Stadium, Port of Spain, Trinidad y Tobago  | Cuba                         | 2-0       | Copa del Caribe de 2001                               |
| 26  | 25-5-2001 | Hasely Crawford Stadium, Port of Spain, Trinidad y Tobago  | Haití                        | 3-0       | Copa del Caribe de 2001                               |
| 27  | 23-4-2003 | Stade Pierre-Aliker, Fort-de-France, Martinica             | Martinica                    | 2-3       | Clasificación para la Copa de Oro de la Concacaf 2003 |
| 28  | 5-9-2008  | Marvin Lee Stadium, Macoya, Trinidad y Tobago              | Antigua y Barbuda            | 3-2       | Clasificación para la Copa del Caribe de 2008         |

## Logros

### Club
- TT National League: 1993
- Lebanese Premier League: 1997
- CFU Club Championship: 1998, 2000
- TT Pro League: 2006
- Trinidad and Tobago FA Trophy: 2003, 2007
- Trinidad and Tobago Classic: 2005, 2007
- Kashif & Shanghai Knockout Tournament: 2007

### Individual
- Equipo Ideal de la Copa de Oro de la Concacaf: 2000
- Goleador de la TT Pro League: 1999 (45 Goles)
- Futbolista Caribeño del Año: 1999
- Futbolista del Año en Trinidad y Tobago (3): 1998, 1999, 2001